# فينحاس
وفقًا للكتاب المقدس العبري فينحاس كان الكاهن الأعظم لبني إسرائيل خلال رحلة التيه في الصحراء. وهو ابن أليعازر بن هارون النبي.
أثنى الكتاب المقدس على فينحاس في سفر العدد الإصحاح 25: 10-13، وكذلك في سفر المزامير المزمور 106: 28-31، لأنه أوقف سقوط بني إسرائيل في الممارسات الوثنية التي جلبتها النساء المديانيات، وكذلك أوقف تدنيس قدس الأقداس. وبعد موت أبيه أليعازر، أصبح الكاهن الأعظم الثالث، وخدم في حرم بيت إيل. تحتفل به الكنيسة الأرثوذكسية الشرقية كقديس في 2 سبتمبر.